# Юринац, Сена
Сена Юринац (нем. , хорв. и босн. Sena (Srebrenka) Jurinac; 24 октября 1921, Травник, Босния, КСХС — 22 ноября 2011, Аугсбург, Бавария, Германия) — австрийская певица (сопрано) хорвато-босняцкого происхождения. Известна прежде всего как исполнительница партий в операх Моцарта и Рихарда Штрауса.

## Биография
Сена Юринац родилась в 1921 году в городе Травник Боснии, тогда входившей в состав Королевства сербов, хорватовии и словенцев. Отец — хорват, мать — боснячка из Вены. С 1939 г. училась в Загребской консерватории. Дебютировала в мае 1942 г. в партии Мими в «Богеме» Джакомо Пуччини (Загребский Национальный театр). В 1944 г. Карл Бём пригласил её в Венскую оперу, и до конца карьеры певица оставалась членом ансамбля этого театра. Регулярно участвовала в Эдинбургском, Глайндборнском и Зальцбургском фестивалях, осуществила много записей. Была с гастролями в Риме, Лондоне, Флоренции, Эдинбурге, Глайндборне, Байройте. Её первый брак с итальянским баритоном Сесто Брускантини закончился разводом. Затем она вышла замуж за Йозефа Ледерле.

## Репертуар
К выдающимся ролям артистики принадлежали Керубино в «Свадьбе Фигаро», Фьордилиджи и Дорабелла в «Так поступают все», Донна Анна и Донна Эльвира в «Дон Жуане» Моцарта, Марцеллина в «Фиделио» Бетховена, Манон в одноименной опере Массне, Композитор в «Ариадне на Наксосе» и особенно Октавиан в «Кавалере розы» Штрауса. Под руководством Герберта фон Караяна певица исполняла и более драматические партии, такие как Елизавета в «Дон Карлосе», Дездемона в «Отелло», Марина в «Борисе Годунове», Тоска в одноименной опере, Леонора в «Фиделио».

## Завершение карьеры
Последнее выступление певицы состоялось в ноябре 1982 г. на сцене Венской оперы (в партии Маршальши в «Кавалере розы»), после этого она некоторое время продолжала выступать в концертах. По окончании певческой карьеры была востребованным вокальным педагогом.